# لاري كارول
لاري كارول (بالإنجليزية: Larry Carroll)‏ هو رسام ومخرج أمريكي، ولد في 1950 في بيتسفيلد في الولايات المتحدة، وتوفي في 5 ديسمبر 2015.

## وصلات خارجية
- لاري كارول على موقع IMDb (الإنجليزية)
- لاري كارول على موقع قاعدة بيانات الفيلم (الإنجليزية)